# 高瀬重二郎
高瀬 重二郎（たかせ じゅうじろう、1923年 - 2018年5月16日）は、日本のハンセン病回復者。全国ハンセン病療養所入所者協議会会長。

## 来歴
福井県大飯郡（現・高浜町）出身。1962年に国立療養所長島愛生園に入所。ハンセン病患者の強制隔離を定めた「らい予防法」の1996年の廃止時には、全国ハンセン病療養所入所者協議会（旧全国ハンセン病患者協議会）の会長を務め、差別や偏見の撤廃に向けて尽力した。
2018年5月16日、午後5時26分、岡山県瀬戸内市邑久町虫明6539の国立療養所「長島愛生園」で死去、95歳。葬儀は長島愛生園で執り行われた。

## 関連人物
- 竹村栄一 - 小浜市出身のハンセン病回復者